# Зидка, Вольфганг
Во́льфганг Зи́дка (нем. Wolfgang Sidka; 26 мая 1954, Ленгерих, ФРГ) — немецкий футболист, тренер.

## Карьера игрока
Зидка — воспитанник столичного клуба «Берлинер-92». В 1971 году его заметил главный клуб Берлина — «Герта». В её составе Зидка провёл 9 сезонов. В 1980 году он переехал в Мюнхен в стан «львов» — клуба «Мюнхен 1860», где играл два года, прежде чем перейти в «Вердер». Последние игровые годы Зидка провёл в низших лигах в клубах «Теннис-Боруссия» и «ВфБ Ольденбург». Окончательно завершил карьеру игрока в 1992 году, параллельно исполняя обязанности играющего тренера.

## Карьера тренера

### Начало
Начал Зидка тренерскую карьеру там же, где заканчивал карьеру игрока — в «Теннис-Боруссии» и «Ольденбурге». Полностью на тренерскую работу перешёл в 1992 году, когда принял «Ольденбург». В то время скромный клуб переживал свои лучшие времена. Команда пробилась во вторую Бундеслигу, и удерживалась там в течение трех сезонов, пока Зидка был у руля клуба. Но скромное финансирование (около 1 миллиона дойчмарок) стало причиной вылета команды обратно в любительскую лигу. Зидка ушёл и в 1993 году принял на один сезон клуб «Теннис-Боруссия», в той же Второй Бундеслиге. Кампания завершилась вылетом с 19-го места. Тем не менее Зидку заметили, и пригласили в клуб «Арминия» из Билефельда. С ним Зидка в 1994 году выиграл Региональлигу. Однако контракт не был продлён, и Зидка ушёл в «Обернойланд». В команде из города Бремена Зидка провёл два сезона, до 1997, когда его пригласили помощником в «Вердер», а позже назначили главным тренером клуба. Во главе «Вердера» Зидка добился своего первого успеха — выиграл Кубок Интертото в 1998 году. Однако чемпионат, законченный на 13-м месте, был признан провалом, и Зидку уволили. Он на один сезон принял «Оснабрюк», с которым во второй раз взял «золото» Регионаллиги. Однако сценарий повторился в точности — из Второй Бундеслиги «Оснабрюк» вылетел, и Зидка ушёл.

### Работа на Востоке
В ноябре 2000 года Зидка принял Бахрейн, где работал 3 года. Главным его достижением во главе Бахрейна стало второе место в Кубке Персидского залива в 2003 году, когда Бахрейн уступил только Саудовской Аравии. В 2002 году эти две сборные сошлись в финале Кубка арабских наций и снова победу праздновали саудовцы, 1:0. Он покинул сборную в апреле 2003 года, и принял катарский «Аль-Араби» на два сезона, с 2003 по 2005 годы. Команда при нём не добилась титулов, закончив чемпионат на 3 и 5 местах соответственно. В 2005 году Зидка ненадолго снова возглавил Бахрейн. В 2006 году Зидку пригласили на пост главного тренера клуба «Аль-Гарафа», одного из сильнейших в Катаре. И снова его клуб остановился в шаге от чемпионства, завоевав «серебро» — 2 место.

### Обратно в низшие лиги
С 2006 года Зидка вернулся к началу — к низшим немецким лигам, приняв клуб «Нойруппин», который в то время играл в Северо-Восточной Оберлиге. Однако при Зидке клуб, испытывавший серьёзные финансовые трудности, вылетел ещё ниже. Зидка вернулся в свой самый первый клуб — «Берлинер 92», игравший в Фербандслиге. Под его руководством клуб вылетел в Ландеслигу Берлина. Уйдя из команды, Зидка вновь принял «Обернойланд» в 2008 году. Здесь примечательна победа в Кубке Германии над клубом «Кобленц» в серии пенальти со счётом 6:5. Однако уже в следующем раунде команда Зидки попала на «Вольфсбург», и была разгромлена со счётом 0:7. Чемпионат Северной Региональлиги «Обернойланд» закончил на 9 месте, и Зидка покинул клуб.

### Сборная Ирака
В июле 2010 года Зидка вернулся в Азию, возглавив Ирак. В декабре сборная принимала участие в Кубке Персидского залива, однако выбыла на стадии полуфинала, проиграв серию пенальти 4:5 будущим победителям — Кувейту. Чемпионат Западной Азии тоже закончился на стадии 1/2 поражением от сборной Ирана со счётом 1:2. На Кубке Азии в Катаре сборная Ирака дошла до четвертьфинала.